# Leptocythere confusa
Leptocythere confusa is een mosselkreeftjessoort uit de familie van de Leptocytheridae. De wetenschappelijke naam van de soort is voor het eerst geldig gepubliceerd in 1889 door Brady & Norman.